# Плотниково (Притобольний район)
Пло́тниково (рос. Плотниково) — село у складі Притобольного району Курганської області, Росія. Адміністративний центр та єдиний населений пункт Плотниковської сільської ради.
Населення — 731 особа (2010, 815 у 2002).
Національний склад станом на 2002 рік:
- росіяни — 95 %